# Ferdinand Käs
Ferdinand Käs (* 7. März 1914 in Brüssel; † 19. August 1988 in Wien) war ein österreichischer Beamter, der sich im Widerstand gegen den Nationalsozialismus besonders hervortat.

## Leben
Käs brach seine Ausbildung am Wiener Technologischen  Gewerbemuseum 1933 ab und wurde Berufssoldat im Infanterie-Regiment 4 des Bundesheeres. 1938 heiratete er Else Drozda. 
Im Februar 1941 wurde er zum Wehrdienst in die Wehrmacht eingezogen, zuletzt war er Oberfeldwebel. Als Teil einer militärischen Widerstandsgruppe innerhalb des Wehrkreiskommandos XVII war er an der „Operation Radetzky“ zur kampflosen Übergabe der Stadt Wien an die Rote Armee am Ende des Zweiten Weltkriegs beteiligt. Um die Zerstörung der Stadt durch Hitlers „Nerobefehl“ zu verhindern, nahm Käs Anfang April 1945 Kontakt zur Führung der heranrückenden sowjetischen Armee auf.

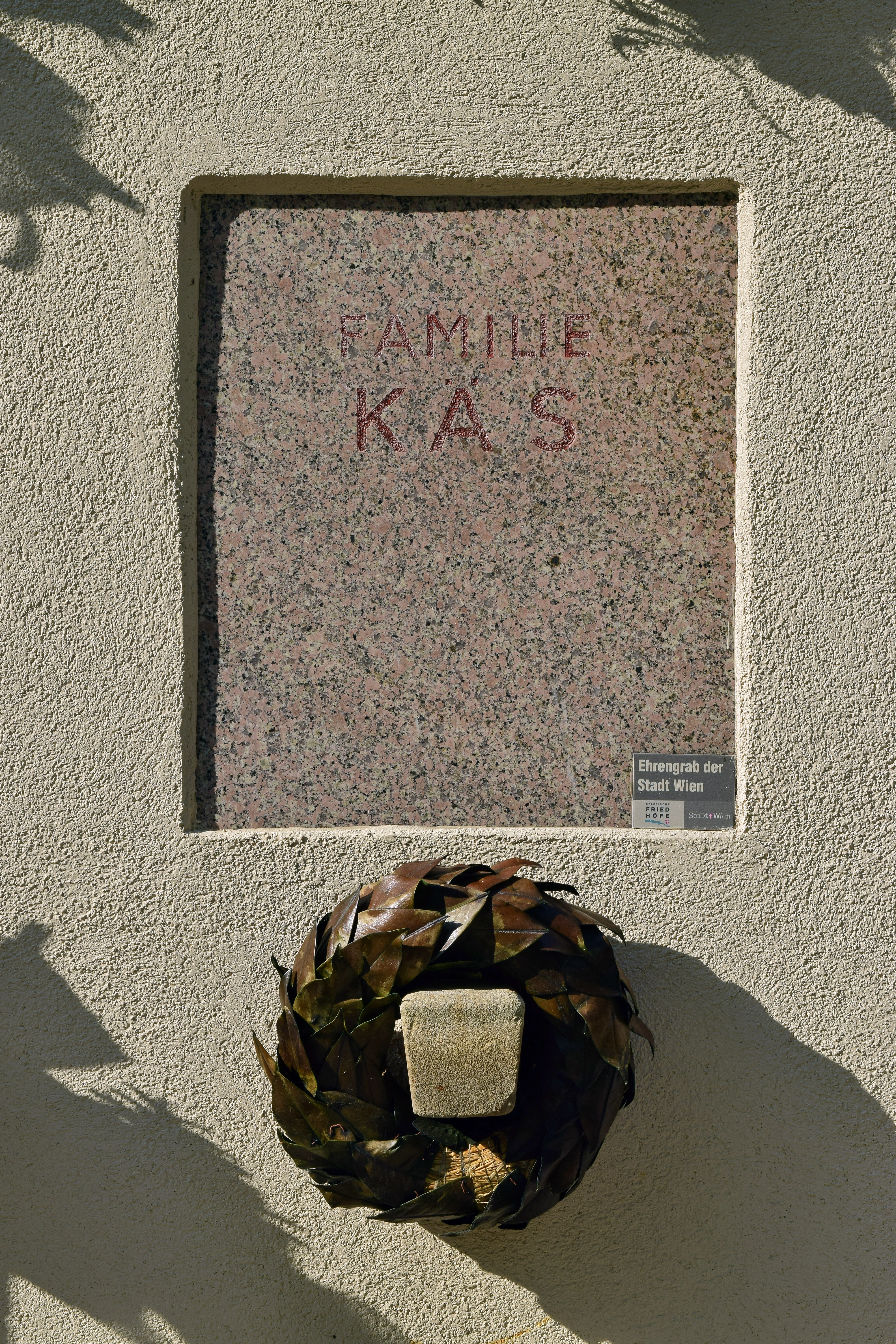
Ehrenhalber gewidmete Urnenstelle der Feuerhalle Simmering

Nach dem Krieg trat er 1946 als Hilfsgendarm in die Bundesgendarmerie ein. Während seines Dienstes holte er 1958 am Stiftsgymnasium Melk seine Matura nach, studierte dann bis 1962 Geschichte an der Universität Wien und wurde zum Dr. phil. promoviert. Als Gendarmerieoberstleutnant war er Kommandant der Gendarmerieschule, zuletzt war er bis zu seinem Übertritt in den Ruhestand Sektionschef im Innenministerium.

## Ehrungen
- 1977: Ehrenzeichen für Verdienste um die Befreiung Österreichs[1]
- 1988: Bestattung in einer ehrenhalber gewidmeten Urnenstelle (Abteilung MH, Nr. 368) auf dem Friedhof der Feuerhalle Simmering
- Benennung der Ferdinand-Käs-Gasse in Wien (21. Wiener Gemeindebezirk Floridsdorf)
- Gedenkraum in Hochwolkersdorf[2]